# AI-322
イーウチェンコ・プロフレス AI-322 (ウクライナ語: AI-322, ロシア語: АИ-322)は、イーウチェンコ・プロフレスがAI-222をベースに開発した低バイパスターボファンエンジンである。

## 設計と開発
このエンジンは元々JL-10練習機のために開発され、現在はバイカル社のバイラクタル クズルエルマへの搭載が予定されている。
派生型のAI-322Fはアフターバーナー搭載型である。

## バリエーション
AI-322
基本型。
AI-322F
アフターバーナー搭載型。

## 搭載機種
- バイラクタル クズルエルマ
- Hongdu L-15
- TAI Anka-3

## 仕様 (AI-322F)

### 緒元
- 形式: 2軸式,低バイパスターボファンエンジン
- 全長: 1,960mm(77in)
- 直径: 640mm(25in)
- 乾燥重量: 440kg(970lb)-(AI-322)/560kg(1,230lb)-(AI-322F)
- 圧縮機: 10段軸流圧縮機(低圧2段+高圧8段)
- 燃焼器: アニュラ型
- タービン: 高圧1段+低圧1段

### 性能
- 推力: 2,500kgf (24.5kN; 5,511.6lbf) アフターバーナー無し/4,200kgf (41.2kN; 9,259.4lbf)アフターバーナー使用時
- 全圧縮比: 15.43:1
- バイパス比: 1.19:1
- タービン入口温度: 1,470 K (1,200 °C)
- 燃料流量: 0.66kg/kgf.h (18.7g/kNs) (ドライ推力), 1.9kg/kgf.h (53.8 g/kNs) (アフターバーナー使用時)
- 燃料消費率: 0.66 kg/(kgf h)
- 推力重量比: 5.68 (ドライ推力), 7.5 (アフターバーナー使用時)

### 原型エンジン
- AI-222

### 同等規模のエンジン
- ハルHTFE-25
- ハネウェル/ITEC F124
- IHI XF5
- ロタレフDV-2
- ロールス・ロイス・チュルボメカ アドーア
- TEI-TF6000